# Vicente Chapa
Vicente Chapa Olmos (Grao (Valencia), 1837 - Valencia, 1902) fue un político español. Su padre, Vicente Chapa Escantell (muerto en 1877), fue empresario y alcalde de El Grao. Empezó a estudiar derecho en la Universidad de Valencia, pero no acabó la carrera. Empezó militando en el Partido Progresista durante el reinado de Isabel II, pero tras la revolución de 1868 ingresó en el Partido Constitucional. En las elecciones generales de 1871 se presentó con una candidatura monárquica, pero fue derrotado por Emilio Castelar. Más suerte tuvo en las elecciones de abril de 1872, en las que fue elegido diputado al Congreso por el distrito electoral del Mercado de Valencia con los monárquicos liberales de Práxedes Mateo Sagasta.
Una vez establecida la restauración borbónica formó parte del Partido Liberal, con el que fue elegido diputado por Valencia en las elecciones de 1881 y 1886. En las de 1893 no obtuvo el escaño debido a los enfrentamientos internos entre los liberales, a pesar de que tenía el apoyo de Trinitario Ruiz Capdepón. Su descenso político significó también su declive económico.